# Вала (Тревизо)
Вала је насеље у Италији у округу Тревизо, региону Венето.
Према процени из 2011. у насељу је живело 2368 становника. Насеље се налази на надморској висини од 55 м.